# 1855 au Canada
Pour un article plus général, voir Chronologie du Canada.
Cet article traite des événements qui se sont produits durant l'année 1855 au Canada.

## Événements

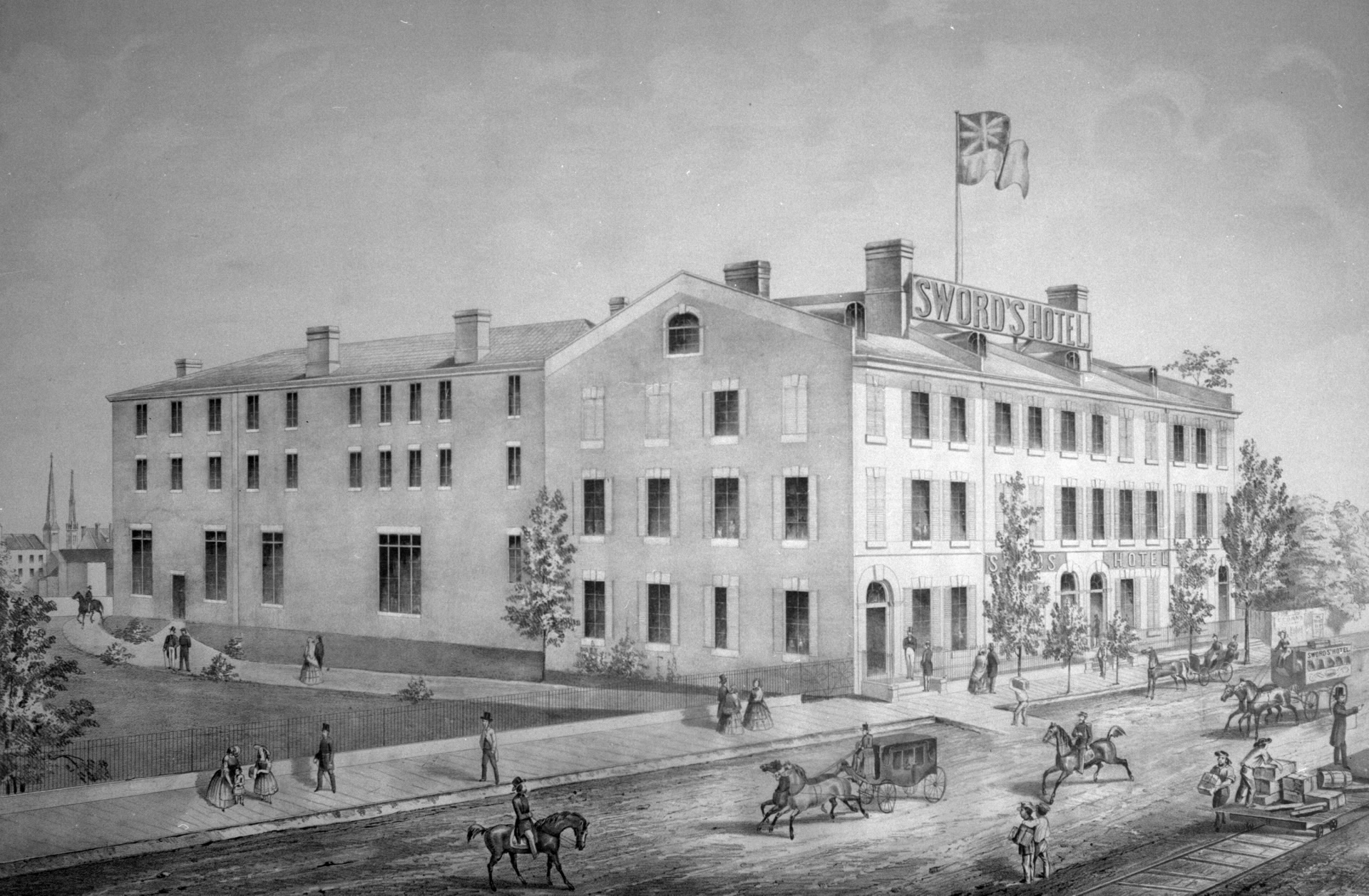
Sword's Hotel à Toronto

- 1er janvier : Ottawa devient une ville.
- 1er juillet: L’Acte des municipalités et des chemins du Bas-Canada est adopté, formant la base du régime municipal actuel du Québec.
- 19 octobre : Meurtre de Robert Corrigan (en) à Saint-Sylvestre au Bas-Canada par des catholiques irlandais. Des tensions entre catholiques irlandais et anglicans atteignirent leur paroxysme. La justice n'a jamais pu établir le coupable.

- Le gouvernement du Canada retourne siéger à Toronto.

## Naissances
- 5 mars - Nérée Le Noblet Duplessis (homme politique) († 23 juin 1926)
- 6 avril - Charles Huot (peintre) († 27 janvier 1930)
- 11 mai - Charles Joseph Doherty (homme politique) († 28 juillet 1931)
- 12 septembre - Simon-Napoléon Parent (premier ministre du Québec) († 7 septembre 1920)
- 18 septembre - Henry Archer Ekers (maire de Montréal) († 31 janvier 1937)
- 29 octobre - Louis-Joseph-Napoléon-Paul Bruchési (évêque) († 20 septembre 1939)
- 20 décembre - Jules-Joseph-Taschereau Frémont (auteur, avocat, professeur et homme politique) († 28 mars 1902)

## Décès
- x